# Eresing

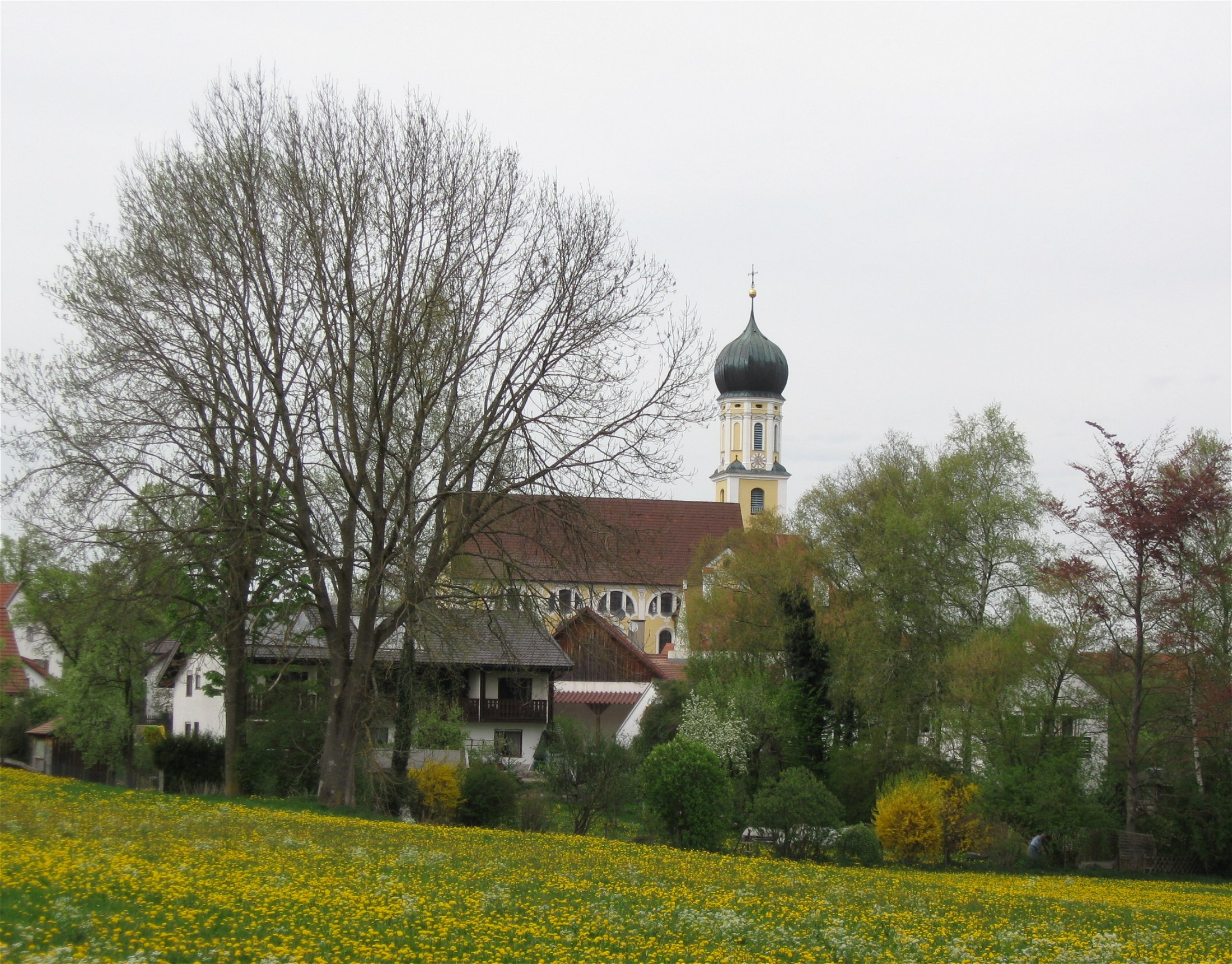
Blick auf Eresing mit der Pfarrkirche St. Ulrich

Eresing ist eine Gemeinde und ein Pfarrdorf im oberbayerischen Landkreis Landsberg am Lech.

## Geographie

### Lage
Der Hauptort liegt circa sechs Kilometer nordwestlich des Ammersees und ist umgeben von voralpinem Hügelland, das in der Würmeiszeit geformt wurde.

### Gemeindeteile
Die Gemeinde hat fünf Gemeindeteile (in Klammern ist der Siedlungstyp angegeben):
- Algertshausen (Einöde)
- Eresing (Pfarrdorf)
- Pflaumdorf liegt auf einem Moränenhügel circa zwei Kilometer östlich von Eresing. Das Kirchdorf liegt auf einer Höhe von 602 m ü. NHN und hat 250 Einwohner.
- Sankt Ottilien, bis 1904 Emming[4]
- Riedhof (Einöde)

## Geschichte

### Bis zum 19. Jahrhundert
Reihengräberfunde aus dem 6. Jahrhundert deuten auf eine frühere Besiedlung hin.
Die erste urkundliche Erwähnung des Ortes war im Jahr 1126. Eresing lag zu dieser Zeit im Einflussbereich der Grafen von Dießen-Andechs, die ihn als Gerichtsort nutzten.
Um 1300 ist mit den Eresingern ein Ortsadel nachweisbar, bereits 1424 befand sich das Gericht zu Eresing jedoch im Besitz des Herzogs Friedrich IV. von Habsburg. Im Laufe des 16. Jahrhunderts kam es zu zahlreichen Besitzerwechseln, bevor die Hofmark Eresing 1596 an die Herren von Füll überging. Weitere grundherrschaftliche Besitzer im Ortsgebiet waren die Klöster Dießen und Rottenbuch, sowie die Pfarrei, Kirche und Gemeinde Eresing. Bis 1825 hatten die Herren von Füll die niedere Gerichtsbarkeit in Eresing inne.
Zur 1818 gegründeten politischen Gemeinde Eresing gehört auch die 1887 entstandene Erzabtei Sankt Ottilien.

### Eingemeindungen
Im Zuge der Gebietsreform in Bayern wurde am 1. Mai 1978 der größere Teil der aufgelösten Gemeinde Beuern eingegliedert.

### Einwohnerentwicklung
Zwischen 1988 und 2019 wuchs die Gemeinde von 1401 auf 1933 um 532 Einwohner bzw. um 38,0 %.

## Politik
Mit den Gemeinden Windach und Finning gehört die Gemeinde der Verwaltungsgemeinschaft Windach an.

### Gemeinderat
Der Gemeinderat hat 12 Mitglieder. Weiteres Mitglied und Vorsitzender des Gemeinderates ist der Erste Bürgermeister. Bei der Kommunalwahl am 15. März 2020 haben von den 1498 stimmberechtigten Einwohnern in der Gemeinde Eresing 1140 von ihrem Wahlrecht Gebrauch gemacht, womit die Wahlbeteiligung bei 76,10 % lag. Die Mandatsverteilung ist wie folgt:
| Gemeinderatswahl 2020(in %) %50403020100 40,8036,4114,078,73 DGEUBEDGPWGSO | Sitzverteilung im Gemeinderat Eresing am 1. Mai 2020Insgesamt 12 Sitze - DGE: 5 - UBE: 4 - DGP: 2 - WGSO: 1 |

| Partei/Wahlgruppe               | Anzahl Sitze | Anteil in % |
| ------------------------------- | ------------ | ----------- |
| Dorfgemeinschaft Eresing        | 5            | 40,80       |
| UB-Eresing                      | 4            | 36,41       |
| Dorfgemeinschaft Pflaumdorf     | 2            | 14,07       |
| Wählergemeinschaft St. Ottilien | 1            | 8,73        |

### Bürgermeister
Bei der Kommunalwahl vom 15. März 2020 wurde Michael Klotz (Dorfgemeinschaft Eresing/Dorfgemeinschaft Pflaumdorf) mit 62,50 % der Stimmen zum Ersten Bürgermeister gewählt. Sein Vorgänger war von Mai 1984 bis April 2020 Josef Loy (Dorfgemeinschaften).

### Wappen

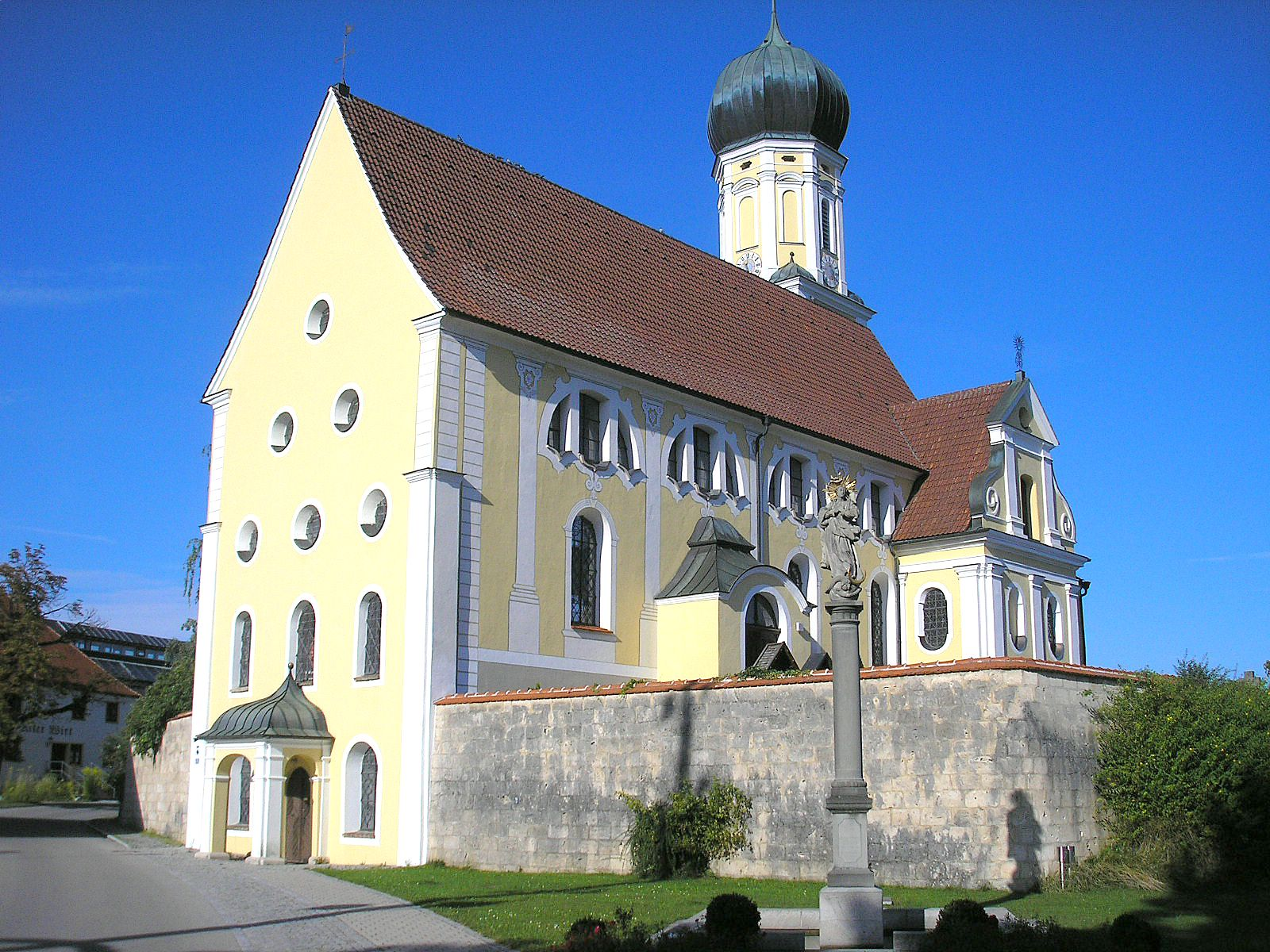
Pfarrkirche St. Ulrich

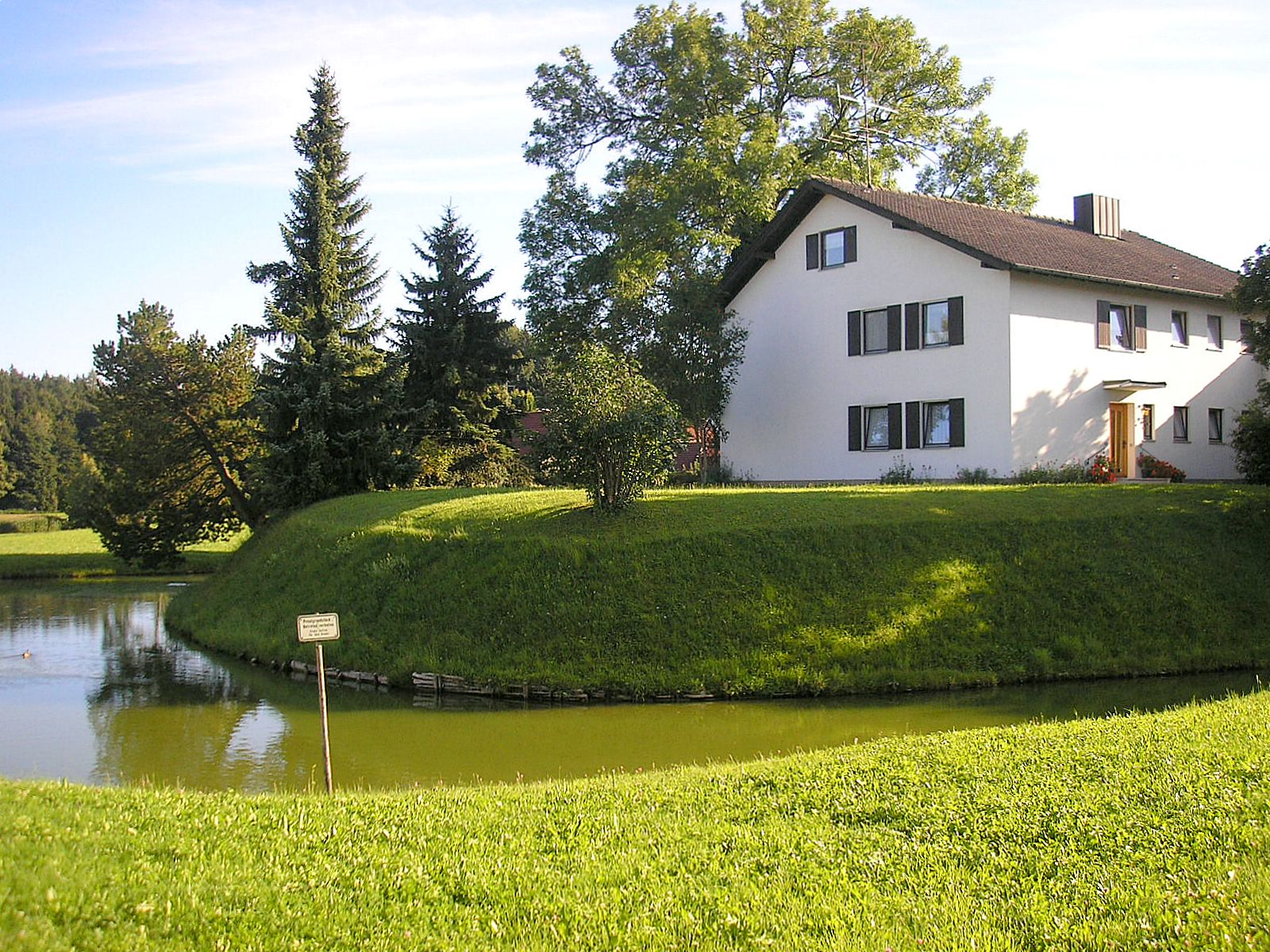
Der Standort des im 18. Jahrhundert abgerissenen Hofmarkschlosses

| | Blasonierung: „Über stumpfer goldener Spitze, darin ein blaues Ulrichskreuz, in Schwarz zwei schräg gekreuzte goldene Streitkolben mit silbernen Griffen.“ |
| Wappenbegründung: Die schräg gekreuzten Streitkolben wurden in das Gemeindewappen aufgenommen, weil sie den Herren von Eresing zugeschrieben wurden, die von 1300 bis etwa 1424 im Ort ansässig gewesen sein sollen. Sicher ist, dass die 1568 ausgestorbenen Aresinger von Türkenfeld und Pestenacker die Streitkolben im Wappen führten. Eine Verbindung dieser Familie zum Gemeindegebiet ist jedoch historisch nicht nachweisbar. Da es mehrere Aresinger/Eresinger Familien mit unterschiedlichen Wappen gibt (Lilienwappen, Schildhauptwappen), ist eine exakte Zuordnung für das 13. und 14. Jahrhundert kaum möglich. Tatsächlich ist keine der Familien mit Besitzungen in Eresing urkundlich zu belegen, es ist aber auch nicht auszuschließen. Das Ulrichskreuz verweist auf das Patrozinium der kunsthistorisch bedeutenden Pfarrkirche St. Ulrich, den Ulrichsbrunnen und die Ulrichskapelle, früher vielbesuchte Wallfahrtsziele. Ein Kreuz ist auch Bestandteil des Klosterwappens von St. Ottilien, das 1886 von der St. Benediktus-Missionsgemeinschaft im ehemaligen Jagdschloss Emming gegründet wurde. Der Weiler Emming wurde bis 1893 ganz in die neue Klosteranlage einbezogen. Dieses Wappen wird seit 1959 geführt. | |

## Sehenswürdigkeiten
Die Kirche St. Ulrich mit den Fresken von Franz Martin Kuen ist eine der Sehenswürdigkeiten des Ortes. Sie stammt im Kern von 1488, der Turmaufbau unter Joseph Schmuzer war 1718, die Umgestaltung unter Dominikus Zimmermann 1756/57.

## Gedenkstätte
Ein Sammelgrab und vier Einzelgräber mit Gedenkstein auf dem Friedhof des Benediktinerklosters von St. Ottilien erinnern an 46 KZ-Opfer und neun Zwangsarbeiter, die im Zweiten Weltkrieg nach Deutschland verschleppt und alle Opfer der NS-Gewaltherrschaft im KZ-Außenlagerkomplex Kaufering wurden.

## Verkehr

### Schienenverkehr

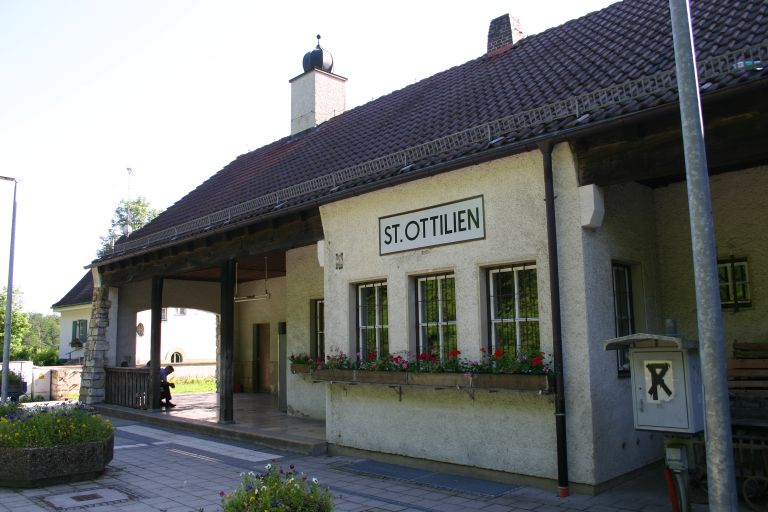
Haltepunkt St. Ottilien

Im Osten der Gemeinde Eresing verläuft die eingleisige Ammerseebahn von Mering über Geltendorf und Dießen nach Weilheim. An der Ammerseebahn befindet sich im Osten des Eresinger Gemeindeteils Sankt Ottilien der Haltepunkt St. Ottilien. An der nördlichen Gemeindegrenze verläuft außerdem die zweigleisige Bahnstrecke München–Buchloe. An der Kreuzung von Ammerseebahn und Allgäubahn liegt an der Nordgrenze der Gemeinde Eresing der Kreuzungsbahnhof Geltendorf. Dieser ist seit 1972 eine Endstation der S-Bahn München und wird von der Linie S4 nach Ebersberg bedient.

### Busverkehr
Eresing ist in den Münchner Verkehrs- und Tarifverbund (MVV) integriert. Derzeit verkehren in Eresing folgende Buslinien des MVV:
- 809: Geltendorf – Eresing – Windach – Hechenwang
- 894: Inning – Eching – Schondorf – Greifenberg – Pflaumdorf – Eresing – Windach – Landsberg am Lech

## Söhne und Töchter der Gemeinde
- Lorenz Aichberger - später Lorenz von Aichberger (1742–1824), Hofmusikus, Komponist, Hofrat, Direktor des Oberappellationsgerichts in München
- Caspar Ett (1788–1847), Organist und Komponist der Romantik
- Hans Baur (1910–1986), Volksschauspieler und Charakterdarsteller
- Alina Stiegler (* 1993), Schauspielerin